# 越美線
越美線（えつみせん）とは、岐阜県美濃加茂市の美濃太田駅から福井県福井市の越前花堂駅（南福井駅）を結ぶ計画だった日本国有鉄道（国鉄）の鉄道路線である。

## 概要
美濃太田駅から北濃駅までは1934年までに越美南線として、南福井駅（国鉄分割民営化後は越前花堂駅に起点変更）から九頭竜湖駅までは1960年から1972年にかけて越美北線として開業したが、その後工事は中止され北濃駅 - 九頭竜湖間が分断されたままとなっている。越美南線は工事中止後の1986年12月11日に第三セクターの長良川鉄道に移管され、越美北線は1987年4月1日の国鉄分割民営化時に西日本旅客鉄道（JR西日本）に継承された。
北濃駅 - 九頭竜湖駅の未開通区間は、岐阜県郡上市白鳥町石徹白（旧福井県大野郡石徹白村）を経由することとなっていた。この区間は、かつて国鉄バスにより先行路線として大野線が運行されていたが、石徹白・北濃は経由せず国道158号・油坂峠経由で美濃白鳥駅に接続していた。大野線は一部廃止・季節運行化を経て2002年10月1日に廃止された。
公共交通機関にて美濃白鳥駅・北濃駅 - 九頭竜湖駅間を連絡する場合は郡上市自主運行バス（石徹白線）と大野市営バス（和泉乗合バス）を乗り継ぐコースが唯一となる。ただし、徒歩移動区間が8kmあり、石徹白線の一部と和泉乗合バスがデマンド型交通である。
なお、JR越美北線の九頭竜湖駅から長良川鉄道越美南線沿線へ既存の舗装道路で行くには北濃駅よりも美濃白鳥駅の方が近い。九頭竜湖駅 - 美濃白鳥駅間は油坂峠経由で約27kmなのに対し、北濃経由では約30kmになり地理的には遠回りになる。ただし、油坂峠は岐阜県側が急勾配の片峠であり、油坂峠道路が高架橋とトンネルのループで勾配を緩和しているように、油坂峠に鉄道を通そうとすればスイッチバックなどの勾配緩和が必要になる。
開業した区間の詳細については「長良川鉄道越美南線」・「越美北線」の項目をそれぞれ参照。

## 計画路線データ
- 路線距離（営業キロ）：約148.6km（うち未成区間は約24km）
- 軌間：1067mm
- 駅数：60駅（起終点駅含む。開業区間は工事中止後に開設された駅含む。未成区間の駅数は不明）
- 複線区間：なし（全線単線）
- 電化区間：なし（全線非電化）

## 歴史
- 1922年（大正11年）4月11日 - 鉄道敷設法別表施行。本路線を建設する法的根拠が示される。
- 1986年（昭和61年）12月11日 - 国鉄越美南線を引き継いで長良川鉄道越美南線が開業。
- 1987年（昭和62年）4月1日 - 鉄道敷設法廃止。未成区間を建設する法的根拠を喪失。
- 2002年（平成14年）10月1日 - 美濃白鳥と九頭竜湖を結ぶJR東海バス大野線が廃止となる。